# ФК Екселсиор
Фудбалски клуб Екселсиор (хол. Stichting Betaald Voetbal Excelsior) је холандски фудбалски клуб из Ротердама. Основан је 23. јула 1902. године и био је познат као Удружење фудбала и атлетике Екселсиор, Ротердам (хол. Rotterdamse Voetbal en Atletiek Vereniging Excelsior).
Са Екселсиором, Фајенордом и Спартом Ротердам је једини град у Холандији који има три професионална фудбалска клуба. Стадион Екселсиора, Ваудестејн стадион који има капацитет од 4.500 места, спада у најмање професионалне фудбалске стадионе у Холандији.

## Тренутни састав тима
| Бр. |           | Позиција | Играч            |
| --- | --------- | -------- | ---------------- |
|     | Холандија | Г        | Арјан ван Дејк   |
|     | Холандија | Г        | Лекс ван Хафтен  |
|     | Холандија | Г        | Ервин Мулдер     |
|     | Холандија | О        | Сигаурни Бандјар |
|     | Холандија | О        | Дан Бовенберг    |
|     | Холандија | О        | Ард ван Пепен    |
|     | Холандија | О        | Леви Рисамасу    |
|     | Холандија | О        | Лејн ван Стејсел |
|     | Холандија | О        | Ајкут Демир      |
|     | Холандија | С        | Џефри Алтхејр    |
|     | Холандија | С        | Аднан Алишић     |
|     | Холандија | С        | Рене ван Дирен   |
|     | Холандија | С        | Рајан Колвејк    |

| Бр. |           | Позиција | Играч              |
| --- | --------- | -------- | ------------------ |
|     | Мароко    | С        | Камир Мосауи       |
|     | Холандија | С        | Стефано Гонцалвес  |
|     | Холандија | Н        | Матејс Бенард      |
|     | Холандија | Н        | Роберт Брабер      |
|     | Холандија | Н        | Мишел ван Гулденер |
|     | Холандија | Н        | Тјејрд Корф        |
|     | Холандија | Н        | Елдриџ Ројер       |
|     | Холандија | Н        | Хан Хагари         |
|     | Холандија | Н        | Гујон Фернандез    |
|     | Мароко    | Н        | Мухамед Фаузи      |
|     | Холандија | Н        | Кевин Винк         |
|     | Холандија | Н        | Иван Редан         |

## Менаџери
| - Боб Јанс (1956-1962) - Боб Јанс (1968-1971) - Тејс Либрехтс (1975-1980) - Сандор Поповицс (1990-1992) - Кор Пот (1992-1994) - Роб Бан (1994-1995) - Ханс ван дер Плим (1995-1996) |  | - Џон Метход (1996-1997) - Адри Костер (1997-2003) - Хенк ван Стеј (2003-2004) - Џон Метход (2004-2005) - Марио Бејн (2005-2006) - Тон Локхоф (2006-2009) - Алекс Пастор (2009-) |

## Трофеји
- Ерсте дивисије: 1974, 1979, 2006.
- Сребрна лопта: 1927.
- Куп Холандије: 1930.